# Sergej Tarmashev
 (novembre 2015).
Si vous disposez d'ouvrages ou d'articles de référence ou si vous connaissez des sites web de qualité traitant du thème abordé ici, merci de compléter l'article en donnant les références utiles à sa vérifiabilité et en les liant à la section « Notes et références ».
Sergej Tarmashev (en russe, Сергей Тармашев) né en Russie le 21 août 1974, est un écrivain russe de science-fiction.

## Biographie
Après avoir été diplômé de l’école militaire Souvorov, il a servi dans l’unité des forces spéciales de la Direction du renseignement militaire russe. Son passage dans cette unité d’élite a laissé à Sergej lui a appris les techniques militaires de combat et d’infiltration.
Reconnus et acclamés en Russie,, ses romans se vendent à plusieurs dizaines de milliers d’exemplaires, et chaque nouvel opus est attendu par la communauté des fans.
Son premier roman traduit en français est Katastropha, se déroulant dans le futur, en 2108. Il est publié en 2015 par Macha Publishing.

## Œuvres
- L'Ancien. Katatropha (2008)
- L'Ancien. La Société (2008)
- L'Ancien. La Guerre (2009)
- L'Ancien. L'Invasion (2011)
- L'Ancien. Payback (2011)
- L'Ancien. Renouveau (2012)
- L'Ancien. L'Heure du sacrifice (2012)
- L'Ancien. La préhistoire. Livre premier (2015)

### Œuvres traduites en français
- Katastropha  (ISBN 978-2-37437-002-6), premier roman de la série Ancien, sorti en octobre 2015 en France chez Macha Publishing[3], traduit par Valentina Chepiga
- Corporation  (ISBN 978-2-37437-015-6), sorti en 2017 chez Macha Publishing, traduit par Valentina Chepiga et Elena Truuts

### Vidéos
- (ru) Sergej Tarmashev à propos de son livre L'Ancien. Renouveau
- Sergej Tarmashev s'introduit sur son monde imaginaire

- (ru) Cet article est partiellement ou en totalité issu de l’article de Wikipédia en russe intitulé « Тармашев, Сергей Сергеевич » (voir la liste des auteurs).